# Kaliumsilicaat
Kaliumsilicaat (K2SiO3) is een in water oplosbaar kaliumzout van kiezelzuur. Het werd meer dan een eeuw gebruikt in de glasindustrie. Daarnaast wordt het aangewend als bindmiddel en kleefstof (onder andere in vuurvaste mortel en bouwmaterialen).
Kaliumsilicaat wordt bereid door het samensmelten van zuiver watervrij kwartszand (siliciumdioxide) en  kaliumcarbonaat.
{\displaystyle {\ce {SiO2 + K2CO3 -> K2SiO3 + CO2}}}
Synthes kan ook uit kaliumhydroxide met kwartszand:
{\displaystyle {\ce {SiO2 + 2KOH -> K2SiO3 + H2O}}}